# Esplanade Gaston–Monnerville
Koordinaten: 48° 51′ N, 2° 20′ O
Die Esplanade Gaston–Monnerville ist seit 2006 eine Esplanade und eine Grünfläche im 6. Arrondissement von Paris.

## Lage
Sie liegt zwischen der Rue Auguste–Comte und dem Jardin des Grands-Explorateurs Marco-Polo et Cavelier-de-la-Salle.

## Namensursprung
Die Anlage wurde nach dem Politiker und Juristen Gaston Monnerville (1897–1991) benannt.

## Geschichte

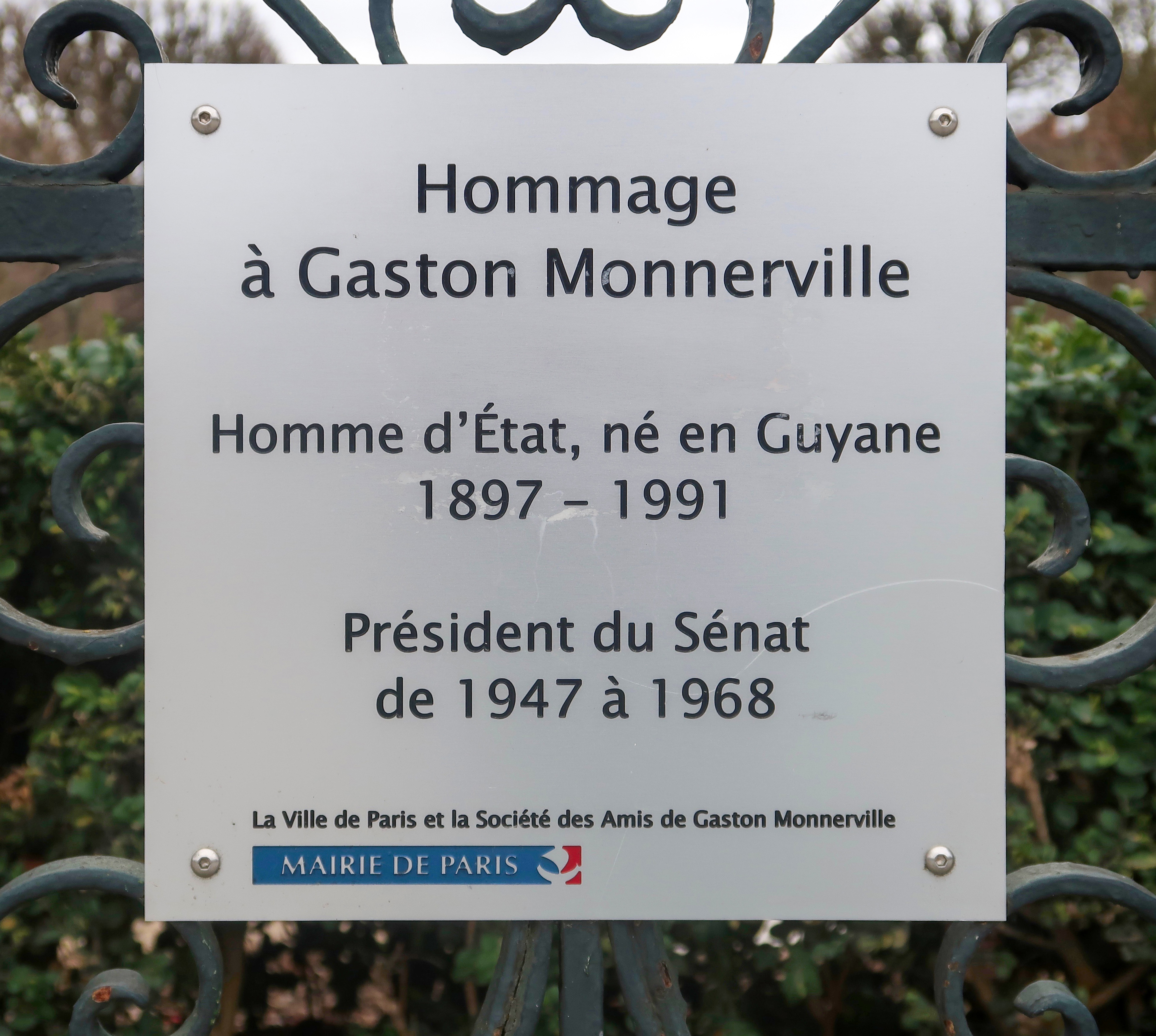
Plakette

Auf Antrag der Vereinigung Freunde von Gaston Monnerville beschloss der Pariser Stadtrat unter Vorsitz von Christian Poncelet und Bertrand Delanoë den ehemaligen Jardin Cavelier-de-la-Salle neu zu benennen. Die Einweihung fand am 5. September 2006 statt. Eine Büste wurde am 20. Dezember 2011 an der Esplanade eingeweiht. Sie ist das Werk des Bildhauers Jacques Canonici und des Gießers Jean-Jacques Avangini.
Im Juli 2019 beschloss der Stadtrat den Westteil der Allee Esplanade Gaston-Monnerville (ab 7 Place André-Honnorat) «Allée Nicole-Fontaine» zu benennen.